# Piotr Steinkeller
Piotr Steinkeller ist ein amerikanischer Assyriologe.
Steinkeller war Schüler von Ignace Gelb an der University of Chicago und wurde bei diesem 1977 mit einer Arbeit Sale Documents of the Ur III Period promoviert. Anschließend war er zunächst am Oriental Institute der University of Chicago tätig. Seit 1981 ist er Professor für Assyriologie an der Harvard University.
Sein Forschungsschwerpunkt liegt auf der Sozioökonomie Südmesopotamiens im 3. Jahrtausend v. Chr., er wirkt aber auch an den archäologischen Untersuchungen am Tell Arbid in Syrien mit.

## Schriften (Auswahl)
- Sale documents of the Ur-III-period (= Freiburger altorientalische Studien 17). Steiner, Wiesbaden 1989, ISBN 3-515-05327-1.
- Third-Millennium Legal and Administrative Texts in the Iraq Museum, Baghdad (= Mesopotamian Civilizations 4). Eisenbrauns, Winona Lake IN 1992, ISBN 0-931464-60-9.